# Diloba trimaculata
Diloba trimaculata là một loài bướm đêm trong họ Noctuidae.